# Rio Escondido
O rio Escondido é um rio do sul da Nicarágua. Tem 89 km de comprimento e drena para o mar das Caraíbas.